# Shantungosaurus
Shantungosaurus giganteus
Genre
Espèce
Synonymes
- † Zhuchengosaurus maximus Zhao et al.[2], 2007
- † Huaxiaosaurus aigahtens Zhao et al.[3], 2011

Shantungosaurus est un genre éteint de grands dinosaures herbivores « à bec de canard » du sous-ordre des ornithopodes et de la famille des hadrosauridés. Ses fossiles ont été découverts en Chine dans la province de Shandong, dans un intervalle stratigraphique allant de l'extrême sommet de la formation géologique de Xingezhuang jusqu'au milieu de la formation sus-jacente de Hongtuya au sein du groupe de Wangshi. Cet intervalle est daté du Campanien (Crétacé supérieur), il y a 70 millions d'années. Il était le plus grand des hadrosauridés et des ornithopodes connus.
Une seule espèce est rattachée au genre, Shantungosaurus giganteus.

## Description

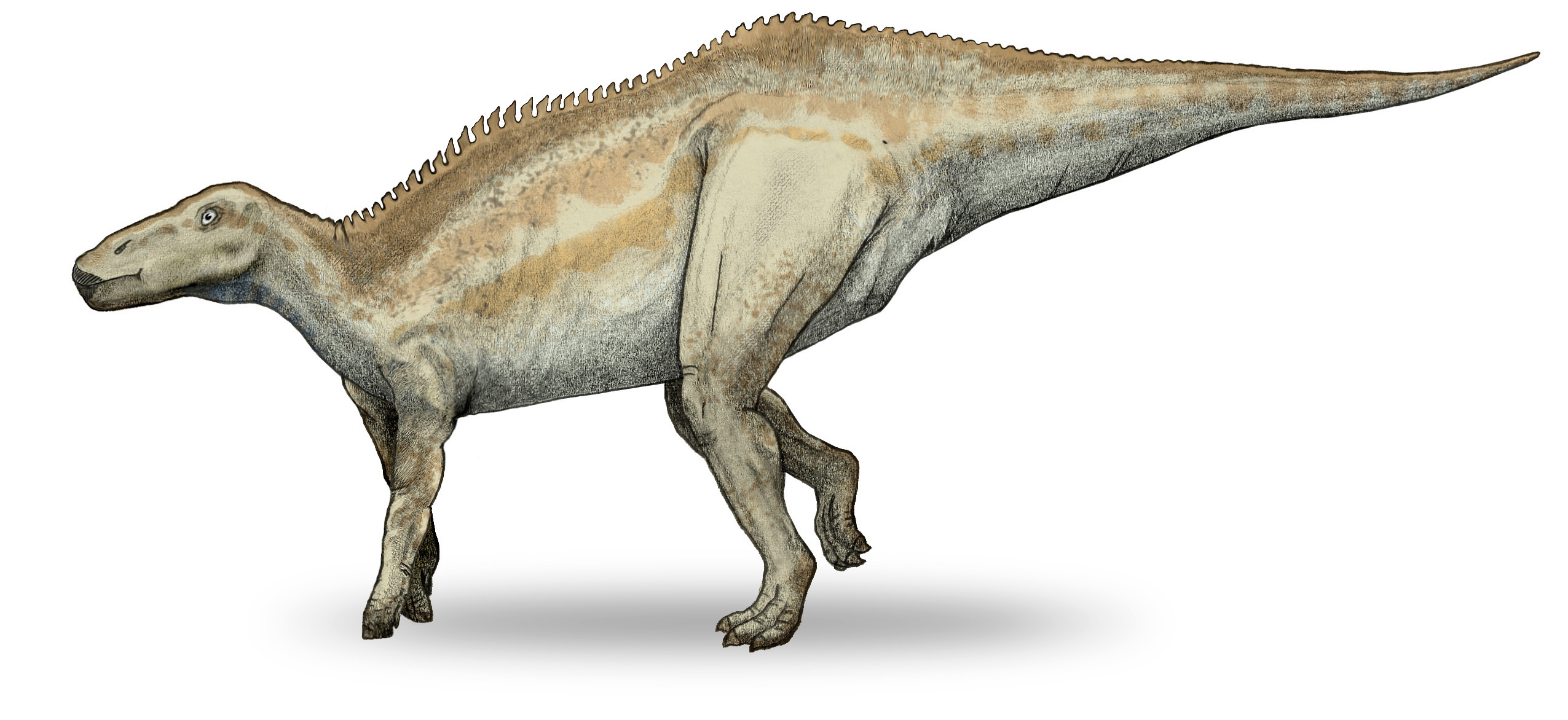
Vue d'artiste de Shantungosaurus.

Les paléontologues ont retrouvé 5 squelettes complets de Shantungosaurus. Le plus complet d'entre eux (qui était presque entier) est exposé au muséum provincial du Shandong à Jinan (voir la photo en bas à droite).
Shantungosaurus était le plus grand de tous les ornithischiens Il mesurait 16 mètres de long, 5 mètres de haut quand il était à quatre pattes, 8 mètres de haut debout sur ses pattes arrière et pesait jusqu'à 11 tonnes,. L'holotype de Shantungosaurus giganteus mesure 14,7 mètres de long, tandis que le spécimen décrit à l'origine sous le nom de Zhuchengosaurus maximus, considéré comme un synonyme junior de Shantungosaurus giganteus en 2014 par Hai Xing et son équipe mesure quant à lui 16,6 mètres. 
Sa tête atteint 1,63 mètre de longueur pour le spécimen holotype, elle est terminée comme chez tous les hadrosaures par un bec dépourvu de dents, mais ses mâchoires comportaient plus de 1500 dents masticatrices. Il possédait des pattes postérieures puissantes et une queue de 7,5 mètres de longueur. Un grand trou près de ses nasaux était probablement recouvert par une membrane de peau qui devait lui permettre d'émettre des sons.

## Classification

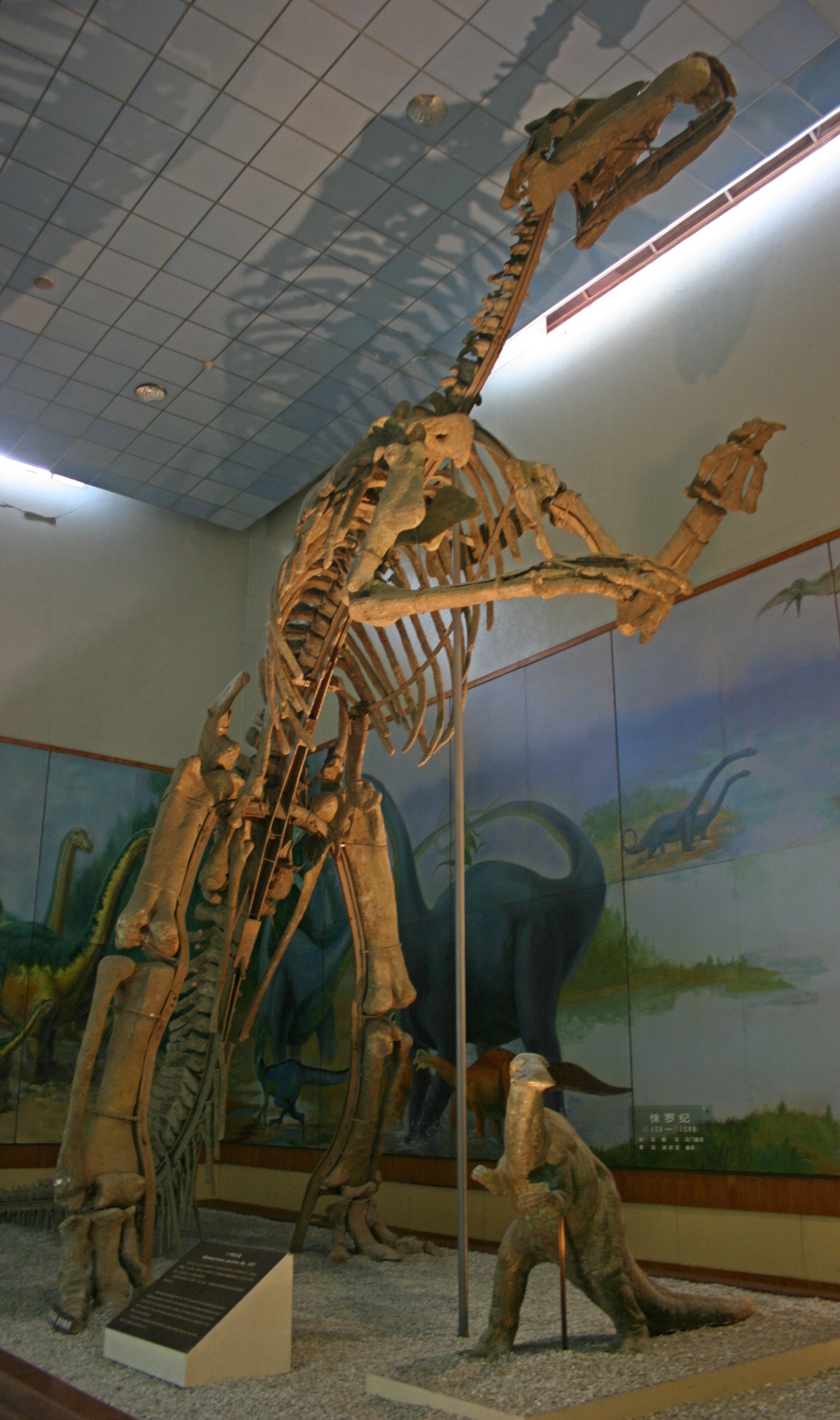
Squelette de Shantungosaurus exposé au muséum provincial du Shandong à Jinan (Chine).

Il fait partie de la famille des Hadrosauridae, de la sous-famille des Saurolophinae et de la tribu des Edmontosaurini au sein de laquelle il forme un petit clade avec son groupe frère Edmontosaurus,. L'étude phylogénétique de Penélope Cruzado-Caballero et J. E. Powell en 2017 le place par contre en amont de cette tribu.
Les deux genres Zhuchengosaurus Zhao et al., 2007 et Huaxiaosaurus Zhao et al., 2011, érigés en 2007 et 2011 pour des fossiles d'hadrosauridés découverts dans les mêmes séries stratigraphiques qui montrent des « ressemblances morphologiques frappantes » avec Shantungosaurus sont considérés comme des synonymes juniors de ce dernier genre.

### Cladogramme
Le cladogramme suivant est celui établi par Prieto-Márquez et ses collègues en 2016. Il montre la position de Shantungosaurus en groupe frère d'Edmontosaurus au sein de la tribu des Edmontosaurini :
- - Telmatosaurus
  - 
    - 
      - Jintasaurus
      - Lophorhothon

    - 
      - Claosaurus
      - 
        - Tethyshadros
        - Hadrosauridae
          - Hadrosaurus
          - 
            - Eotrachodon
            - Saurolophidae
              - Lambeosaurinae
              - Saurolophinae
                - 
                  - Acristavus
                  - Maiasaura
                  - Brachylophosaurus

                - 
                  - 
                    - Naashoibitosaurus
                    - 
                      - Kritosaurus
                      - 
                        - Gryposaurus
                        - 
                          - « Aquilarhinus
                          - 
                            - Willinakaqe
                            - Secernosaurus

                  - 
                    - "Sabinosaur" PASAC-1
                    - 
                      - 
                        - Prosaurolophus
                        - 
                          - Augustynolophus
                          - Saurolophus

                      - 
                        - Kerberosaurus
                        - 
                          - Kundurosaurus
                          - 
                            - Shantungosaurus
                            - Edmontosaurus